# Національний олімпійський комітет Греції
Національний олімпійський комітет Греції (НОК Греції), також відомий як «Comité Olympique Hellénique» (грец. Ελληνική Ολυμπιακή Επιτροπή) є керівним органом олімпійського руху в Греції. Це один з найстаріших Національних олімпійських комітетів у світі, бувши заснованим в 1894 році і визнаним в 1895 році Міжнародним олімпійським комітетом (МОК).

Логотип НОКу Греції

## Мета діяльності
Існує кілька принципів та постулатів, які використовує в своїй діяльності Національний олімпійський комітет Греції:
- Контроль і забезпечення розробки, просування і захисту олімпійського руху, спорту, спортивного дух і фізична розвитку людини в рамках принципів олімпійських ідеалів і традицій грецької спорту та здійснювати нагляд над олімпійськими видами спорту.
- Забезпечення правильного тлумачення та втілення Олімпійської хартії Міжнародного олімпійського комітету(МОК).
- Поширення серед молоді любові до спорту і поваги до духу спортивного суперництва.
- Організація, за тісної співпраці з відповідними національними федераціями, підготовки спортсменів, що покладається на його виняткову відповідальність, остаточний відбір спортсменів, які будуть представляти Грецію на Олімпійських іграх, Середземноморських іграх, а також континентальних і інтерконтинентальних турнірах під егідою Міжнародного олімпійського комітету.
- Здійснення контролю та нагляду за організацію цих ігор і турнірів, коли вони відбуваються у Греції.
- Подання пропозиції до Міжнародного олімпійського комітету (МОК), що стосуються правил Олімпійської хартії і тлумачення положень Олімпійського руху в цілому, а також щодо організації і проведення Олімпійських ігор.
- Співпраця з державою і державними чи приватними організаціями з метою сприяння виваженній політиці у спорті.
- Рекомендації компетентним міністрам спорту, які курирують НОК, по впровадженню необхідних заходів, які сприяють досягненню цілей МОК.
- Конкретне адміністрування і управління станом: олімпійського басейну стадіону «Караїскакіс» у Піреї, Панафінейского стадіону в Афінах з усіма видами обладнання та додатків до нього і всіх навколишніх громадських місць; а також для підтримки і забезпечення приміщень Міжнародної Олімпійської академії; підтримка діяльності Олімпійського музею у стародавній Олімпії; та інших спортивних об'єктів, що надані НОК державними та приватними структурами.
- Наданя кваліфікованої допомоги у написанні, друку та розповсюдженні спеціальних тематичних матеріалів, пов'язаних з розробкою і просуванням олімпійського руху та історії Олімпійських ігор, суспільного фізичного виховання і спорту в цілому, а також для впровадження інформаційних матеріалів МОК і НОК Греції.

## Структура НОК Греції
Виконавчий комітет:
Голова — Спірос Капралос (Σπύρος ΚΑΠΡΑΛΟΣ)
Учасники — Павлос Канеллакіс (Παύλος ΚΑΝΕΛΛΑΚΗΣ), Маноліс Кацідакіс (Μανώλης ΚΑΤΣΙΑΔΑΚΗΣ), Антоніс Ніколопулос (Αντώνης ΝΙΚΟΛΟΠΟΥΛΟΣ), Ламбіс Ніколау (Λάμπης ΝΙΚΟΛΑΟΥ), Танасіос Канеллопулос (Θανάσης ΚΑΝΕΛΛΟΠΟΥΛΟΣ).
Заступники — Янніс Каррас (Γιάννης Καρράς), Стеліос Просалікас (Στέλιος Προσαλίκας), Христос Хатзітанасіу (Χρήστος Χατζηαθανασίου).
Комітети на 2009—2010 роки
- Комітет Олімпійської підготовки

Голова: Янніс Вассіліадіс (Γιάννης Βασιλειάδης)
Учасники: Атанассіос Васіліадіс, Янніс Каррас, Васіліос Кацоріс, Стіліанос Просалікас, Вассіліос Севастіс, Антоніос Замесідіс, Георгіс Тсонгас, Александр Дімакакос, Дімітріос Саракацані, Георгіс Алікакі
- Комітет Факельної естафети Олімпійського комітету

Голова: Спірос Занніас (Σπύρος Ζαννιάς)
- Комісія Спортсменів.

Голова: Стіліанос Просалікас (Στυλιανός Προσαλίκας)
- Комітет у справах жіночого спорту.

Голова: Софія Бекатору (Σοφία Μπεκατώρου)
- Комітет з маркетингу.

Голова: Атанасіос Канеллопулос (Αθανάσιος Κανελλόπουλος)
- Комісія спортивних відносин.

Голова: Йоргос Ленос (Γιώργος Λενός)
- Комітет з радіомовлення і преси.

Голова: Спірос Капралос (Σπύρος Καπράλος)

## Список керівників НОК Греції
1. принц Костянтин (1894—1912)[1]
2. король Костянтин (1913)
3. принц Георг (1914—1917)
4. Мільтіад Негропонтіс (1918—1920)
5. принц Георг (1921—1922)
6. король Георг II (1922—1923)
7. Георгіос Авероф (1924-4/30/1930)
8. Іоанніс Дроссопулос (5/1/1930-1936)
9. принц Павло (1936—1948)
10. король Павло (1948—1952)
11. Костас Георгакопулос та Іоанніс Кетсеас (1953—1954)
12. принц Костянтин (1955—1964)
13. принцеса Ірина (1965—1968)
14. Феодосій Папатанассіадіс (1969—1973)
15. Спіридон Велліанітіс (1/31/1973-1974)
16. Апостолос Ніколаїдіс (8/30/1974-1976)
17. Георгіос Атанассіадіс (1976—1983)
18. Ангелос Лебессіс (4/14/1983-1984)
19. Ламбіс Ніколау (1985—1988 та 1989—1992)
20. Антоніос Тзікас (1993—1996)
21. Ламбіс Ніколау (1997—2000 та 2000—2004)
22. Мінос Кіріаку (2004—2009)
23. Спірос Капралос (2009-)